# Saint-Jean-sur-Tourbe
Saint-Jean-sur-Tourbe is een gemeente in het Franse departement Marne (regio Grand Est) en telt 108 inwoners (2009). De plaats maakt deel uit van het arrondissement Châlons-en-Champagne.

## Geografie
De oppervlakte van Saint-Jean-sur-Tourbe bedraagt 16,6 km², de bevolkingsdichtheid is dus 6,5 inwoners per km².
De onderstaande kaart toont de ligging van Saint-Jean-sur-Tourbe met de belangrijkste infrastructuur en aangrenzende gemeenten.

## Demografie
Onderstaande figuur toont het verloop van het inwonertal (bron: INSEE-tellingen).